# Medaglia del Re
La Medaglia del Re, detta anche Medaglia d'Oro Umberto I, è stata una coppa per squadre di calcio istituita in nome di Umberto I di Savoia. Il torneo fu organizzato dalla FIGC.
Si giocarono unicamente 3 edizioni, poiché il regolamento prevedeva che la medaglia fosse permanentemente assegnata alla squadra che per prima si fosse aggiudicata tre tornei consecutivi: il Milan si impose in tutte le edizioni e il torneo cessò di essere organizzato.

## Albo d'oro
| Anno | Vincitore | Squadre iscritte |
| ---- | --------- | ---------------- |
| 1900 | Milan     | 3                |
| 1901 | Milan     | 4                |
| 1902 | Milan     | 5                |

## Edizioni del torneo

### 1900

#### Semifinale
| Milano 25 maggio 1900 Semifinale                 | Milan     | 2 – 0 | Mediolanum | Arena Civica |
| \| \| \| \| \| Kilpin Allison \| Marcatori \| \| |           |       |            |              |
|                                                  |           |       |            |              |
| Kilpin Allison                                   | Marcatori |       |            |              |

| Milano 27 maggio 1900 Semifinale    | Mediolanum | 0 – 5 referto | Juventus | Arena Civica |
| \| \| \| \| \| \| Marcatori \| ? \| |            |               |          |              |
|                                     |            |               |          |              |
|                                     | Marcatori  | ?             |          |              |

#### Finale
| Milano 27 maggio 1900 Finale                               | Milan     | 2 – 0 referto | Juventus | Arena Civica |
| \| \| \| \| \| Camperio 16’ Allison 23’ \| Marcatori \| \| |           |               |          |              |
|                                                            |           |               |          |              |
| Camperio 16’ Allison 23’                                   | Marcatori |               |          |              |

### 1901

#### Quarti di finale
| Arbitro: | Nordi (Milano) |

|   |           |  |
| ? | Marcatori |  |

#### Semifinale
| Milano 10 marzo 1901, ore 14:30 CET Semifinale | Milan     | 3 – 0 referto | Juventus | Campo Trotter |
| \| \| \| \| \| ? \| Marcatori \| \|            |           |               |          |               |
|                                                |           |               |          |               |
| ?                                              | Marcatori |               |          |               |

#### Finale
| Arbitro: | Weber (Torino) |

|   |           |   |
| ? | Marcatori | ? |

- La vittoria del titolo viene assegnata a tavolino al Milan per la rinuncia del Genoa a disputare la ripetizione della finale.

### 1902

#### Quarti di finale
| Genova 2 febbraio 1902 Quarti di finale | Genoa     | 2 – 1 referto | Andrea Doria | Campo Sportivo di Ponte Carrega |
| \| \| \| \| \| ? \| Marcatori \| ? \|   |           |               |              |                                 |
|                                         |           |               |              |                                 |
| ?                                       | Marcatori | ?             |              |                                 |

| Arbitro: | Weber (Torino) |

|                                          |           |         |
| Kilpin Gregoletto Rizzi Negretti Cederna | Marcatori | Luzzato |

#### Semifinale
| Arbitro: | Weber (Torino) |

|                                    |           |            |
| ? (aut.) 20’ Wade Negretti Colombo | Marcatori | 55’ Parodi |

#### Finale
| Arbitro: | Bosisio (Milano) |

|                      |           |  |
| Kilpin Rizzi Cederna | Marcatori |  |